# Ragnvald Olsen
Ragnvald Engelhardt Olsen, född 27 augusti 1897 i Kristiania (nuvarande Oslo), död 1 september 1948 i samma stad, var en norsk brottare som tävlade i grekisk-romersk stil.

## Karriär
Olsen tävlade för Norge vid olympiska sommarspelen 1924 i Paris, där han slutade på femte plats i bantamvikt. 
Han blev norsk mästare i bantamvikt två gånger (1920 och 1922).

## Resultat

### Olympiska sommarspelen 1924
| Gren                             | Första omgången         | Andra omgången                | Tredje omgången        | Fjärde omgången            | Femte omgången             | Placering |
| -------------------------------- | ----------------------- | ----------------------------- | ---------------------- | -------------------------- | -------------------------- | --------- |
| Bantamvikt, grekisk-romersk stil | Carlo Ponte (ITA) Vinst | Antonín Skopový (TCH) Förlust | Théo Kueny (FRA) Vinst | Henri Dierickx (BEL) Vinst | Väinö Ikonen (FIN) Förlust | 5         |